# W81
W81 foi uma linha de ogivas termonucleares dos Estados Unidos da América, para que pudesse ser usado nos navios da marinha, em forma da mísseis contra navios e aviões inimigos.
O W81 passou por várias mudanças em seu projeto e depois foi simplesmente cancelado sem que se construísse pelo menos um protótipo.
Os raros registros sobre o W81 mostram que tinha de 12 a 18 polegadas de diâmetro, 32 centímetros de comprimento e pesava 300 libras.